# Egale stofuil
De egale stofuil (Hoplodrina blanda) is een nachtvlinder uit de familie van de Noctuidae, de uilen. De vlinder heeft een voorvleugellengte van 13 tot 16 millimeter. Meer getekende exemplaren van de imago kunnen gemakkelijk verward worden met de gewone stofuil, maar de egale stofuil heeft wat grotere ring- en niervlek en lichtere en meer witte achtervleugels. De soort overwintert als rups. De soort komt verspreid over Europa voor.

## Waardplanten
De egale stofuil heeft allerlei kruidachtige planten, zoals weegbree, muur en zuring als waardplanten.

## Voorkomen in Nederland en België
De egale stofuil is in Nederland en België een gewone soort, die verspreid over het hele gebied voorkomt. De vliegtijd is van eind mei tot begin september in één generatie.